# Svenska musikrörelsen (musikgrupp)
Svenska musikrörelsen är ett proggband som startades 2001 i Lund.
Bandet är till största del sammansatt av gamla proggartister från bland annat Risken finns och Fiendens musik.
Svenska Musikrörelsen har bara släppt en skiva: Musikens makt. Skivan innehåller 13 låtar varav alla utom en är covers på gamla progglåtar. Hela projektet ses som en hyllning till proggrörelsen.

## Diskografi
- 2001 – Musikens makt

### Fotnoter
1. 1 2  Progg.se
2. ↑  Backman, Dan (1 februari 2002). ”Musikens Makt - Svenska Musikrörelsen”. Svenska Dagbladet. http://www.svd.se/kultur/musik/-_26673.svd. Läst 17 juli 2011.